# Sid-Ali Abbou
Pour les articles homonymes, voir Abbou.
 (février 2019).
Sid-Ahmed Abbou est un footballeur algérien né le 27 octobre 1973 à Chlef. Il évoluait au poste de milieu de terrain.

## Biographie
Sid-Ali Abbou réalise l'intégralité de sa carrière avec le club de l'ASO Chlef.
Avec cette équipe, il joue environ 200 matchs en Division 1. Il se classe deuxième du championnat en 2008.
Il participe également à la Ligue des champions d'Afrique et à la Coupe de la confédération.

## Palmarès
- Vice-champion d'Algérie en 2008 avec l'ASO Chlef.
- Vainqueur de la coupe d'Algérie en 2005 avec l'ASO Chlef.
- Accession en Ligue 1 en 2002 avec l'ASO Chlef.